# Ян Штаудинґер
Ян Ізидор Штаудинґер (пол. Jan Izydor Sztaudynger; 28 квітня 1904, Краків — 12 вересня 1970, Краків) — польський письменник, перекладач поет і сатирик, який мав величезну популярність після Другої світової війни.

## Життєпис
Ян Штаудинґер народився в родині польського, німецького та французького походження. Він був сином Ізидора Яна Юзефа та Анни, уродженої Коковської. Він вивчав польську та німецьку філологію в Ягеллонському університеті у Кракові. Він відомий своїми епіграмами, які в Польщі називають fraszki. Деякі зі своїх епіграм Штаудинґер називав piórka. У 1964 році Штаудинґер опублікував поетичну збірку «Транзитом через Лодзь», в якій висловив ностальгію за міським кафе «Фрашка».